# Fanny Lewald
Fanny Lewald (Königsberg, Prússia Oriental, 24 de març de 1811 - Dresden, Alemanya, 5 d'agost de 1889) va ser una escriptora feminista alemanya, molt productiva, popular i respectada a l'Alemanya del segle xix.

## Biografia
Nascuda en el sí d'una família burgesa d'origen jueu, sota la ferma autoritat del pare, amb tretze anys es va veure obligada a abandonar l'escola, i als disset anys es va prometre amb un jove teòleg, convertint-se al cristianisme per poder-se casar. Aquest, però, va morir abans de celebrar-se el casament. Als vint-i-un anys va acompanyar el seu pare en viatge de negocis pel que era llavors la Confederació Alemanya, França i Itàlia, amb la secreta finalitat de trobar-li marit. Tot i així, el viatge va resultar per a ella inspirador del nou esperit i de la nova època que s'obria pas a Europa.

## Carrera literària
En aquells anys Fanny Lewald va haver de renunciar a l'amor pel seu cosí Heinrich Simon, resistir els intents paterns de casar-la sense amor, i també va haver de desistir de treballar per guanyar-se la vida. En aquest context va començar a escriure i al 1841 va publicar la que seria la seva primera novel·la, sota el títol Der Stellvertreter, a Das Neue Europa, la revista del seu cosí August Lewald, el qual l'animaria a continuar amb l'escriptura.
A partir de 1945 se li va permetre viure sola a Berlín i va publicar de manera anònima les novel·les que ja havia escrit, Clementine (1842) i Jenny (1843), que contenen trets autobiogràfics. Influïda pel grup de la Jove Alemanya, un moviment en què els escriptors pretenien que la literatura servís finalitats polítiques, lluny dels excessos romàntics, es decantà per una literatura compromesaː va publicar Eine Lebensfrage [Una qüestió vital, 1845], i Der Dritte Stand [El tercer Estat, 1846] en favor de les qüestions de classe, el divorci i els valors socials. Seguiren Diogena (1847) i Prinz Louis Ferdinand [El príncep Lluís Ferran, 1849]. Von Geschlecht zu Geschlecht [De gènere a gènere 1863–65] i Die Familie Darner [La família Darner, 1888] són novel·les realistes sobre la vida dels membres de la família durant diverses generacions.
Les seves novel·les tingueren en alguns casos una tirada sorprenent, de 4.000 exemplars, i va poder escriure moltː novel·les, assaigs i articles. Lewald també va escriure llibres de viatges sobre Itàlia, Escòcia i Anglaterra. La seva autobiografia en sis volums, Meine Lebensgeschichte [La història de la meva vida, 1861–62], és potser la seva obra més significativa, per tal com documenta també, amb plena consciència, la vida de les dones de classe mitjana en aquell segle i el creixement de les seves reivindicacions. Les seves obres més conegudes sobre l'emancipació de la dona van ser Osterbriefe für die Frauen [Cartes de Pasqua per a les dones,1863] i Für und wider die Frauen [Per i contra les dones, assaigs, 1870], en el qual defensava decididament l'emancipació i l'accés de les dones a l'educació i a tots els àmbits de la vida pública.

## Salonnière
En instal·lar-se a Berlín i viatjar pel seu compte per Europa, va conèixer l'escriptor, historiador de l'art i la cultura Adolf Stahr, amb qui es va casar el 1854. A partir d'aleshores Lewald va publicar amb el cognom Lewald-Stahr. Després de la revolució de 1848 va establir a casa seva un saló polític i literari d'orientació liberal, que freqüentaren Henriette Herz, Karl Gutzkow, Karl August Varnhagen von Ense, Theodor Fontane i Berthold Auerbach.